# ФК Карик Рейнджърс
Карик Рейнджърс (на английски: Carrick Rangers Football Club) е северноирландски футболен отбор от град Карикфъргъс. Основан през 1939 година. Домакинските си мачове играе на стадион Тейлърс авеню с капацитет 6 001 места.
Участник в ИФА Премиършип, висшата лига на Северна Ирландия.

## Постижения
Национални
- ИФА Премиършип
  -  Вицешампион (1): 2018/19
- Първа дивизия (2 ниво)
  -  Шампион (8): 1961/62, 1972/73, 1974/75, 1976/77, 1978/79, 1982/83, 2010/11, 2014/15
- Северна лига
  -  Шампион (2): 1948/49, 1951/52
- Купа на Северна Ирландия
  -  Носител (1): 1975/76
- Купа на лигата
  -  Финалист (1): 2016/17

Регионални
- Трофей на графство Антрим
  -  Носител (1): 1992/93
- Междурегионална купа
  -  Носител (4): 1975/76, 1976/77, 2010/11, 2014/15